# Partido Democrático del Pueblo (Bután)
El Partido Democrático del Pueblo (PDP) es un partido político butanés de centro fundado el año 2007 por el Rey Dragón de Bután, Jigme Khesar Namgyel Wangchuck, junto a los seguidores del tradicionalismo budista y de las reformas políticas desarrolladas por el régimen monárquico a partir de 1994. Es junto al Partido Paz y Prosperidad de Bután uno de los partidos políticos constituidos para el inicio de la monarquía democrática parlamentaria iniciada tras las elecciones generales de 2008.
Su actual presidente es Tshering Tobgay, quien ejerce como primer ministro de Bután desde el 28 de enero de 2024.

## Historia electoral
|  | 32.96 % |

|  | 54.88 % |

|  | 27.44 % |

|  | 54.98 % |